# Stopped-Flow-Methode
Der Begriff Stopped-Flow-Methode bzw. flussunterbrechende Analyse bezeichnet ein Verfahren zur kinetischen Untersuchung schneller chemischer Reaktionen, die im Jahr 1937 von Britton Chance entwickelt wurde.

## Durchführung
Die Grundform der Technik besteht aus einer Mischkammer, durch die zwei Gase oder Reaktionslösungen gedrückt und vermischt werden und einer Zelle, in der man den Verlauf der chemischen Reaktion mit geeigneten Mitteln verfolgen kann. Als analytische Methoden werden zum Beispiel spektroskopische Techniken wie Fluoreszenzspektroskopie oder Circulardichroismus verwendet.
Der Name der Methode stammt daher, dass der Fluss der in der Mischkammer vermischten Lösungen durch Schließen eines Ventils unterbrochen wird. Die Veränderung des Spektrums wird über die Zeit aufgezeichnet und dient als Maß für den Reaktionsfortschritt.
Die Anwendungsbreite der Methode wird hauptsächlich durch die Mischzeit der Reaktanten bestimmt. Die erreichten Reaktionszeiten liegen im Bereich von Millisekunden. Bei Flüssigkeiten ist die Methode nur eingeschränkt zu verwenden, da dort die Zeit der Befüllung sowie eine Reaktionsstörung direkt nach der Absperrung des Ventils Schranken der Messung darstellen.